# Великий Двор (Емецкое сельское поселение)
Великий Двор — деревня в Холмогорском районе Архангельской области.

## География
Находится в центральной части Архангельской области на расстоянии приблизительно 4 км на север-северо-восток по прямой от села Емецк на левобережье реки Емца.

## История
В 1859 году здесь (тогда деревня Холмогорского уезда Архангельской губернии) было учтено 13 дворов. До 2022 года входила в Емецкое сельское поселение до его упразднения.

## Население
Численность населения: 93 человека (1859 год), 134 (1905), 17 (русские 77 %) в 2002 году, 21 в 2010.